# Begraafplaats Hekendorp
Begraafplaats Hekendorp is een begraafplaats aan de Hekendorperweg tussen de Nederlandse plaatsen Oudewater en Hekendorp. De begraafplaats ligt op de plek waar de naam van de straat verandert in Hekendorpse Buurt.
De voormalige grafdelverswoning is omgebouwd tot woonuis en is tevens een gemeentelijk monument. Op de gevel hiervan is de tekst Memento mori aangebracht. In 2012 is de begraafplaats uitgebreid met een nieuw gedeelte waarop zich ook een columbarium bevindt.

## Afbeeldingen

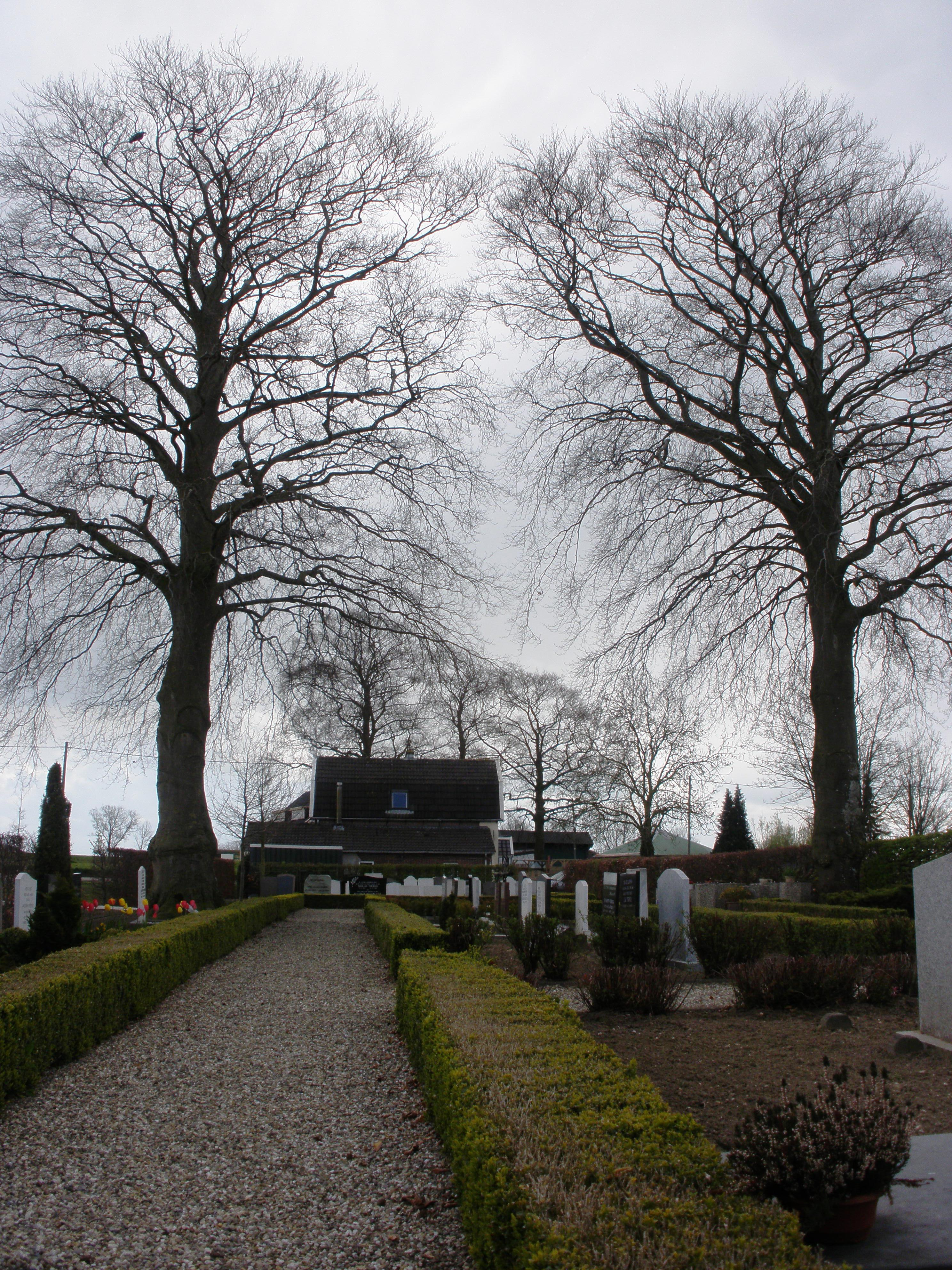
Oude gedeelte
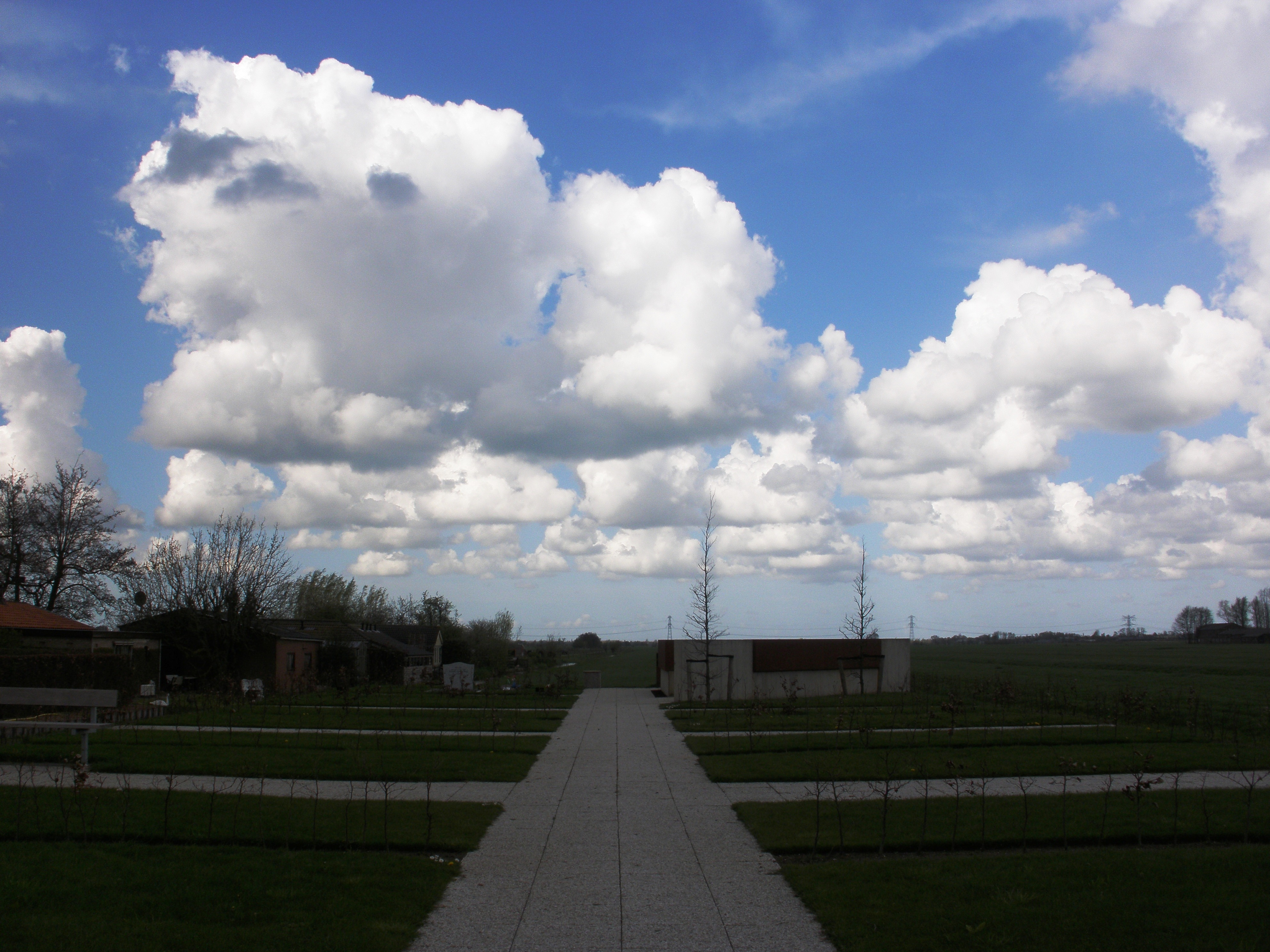
Nieuwe gedeelte
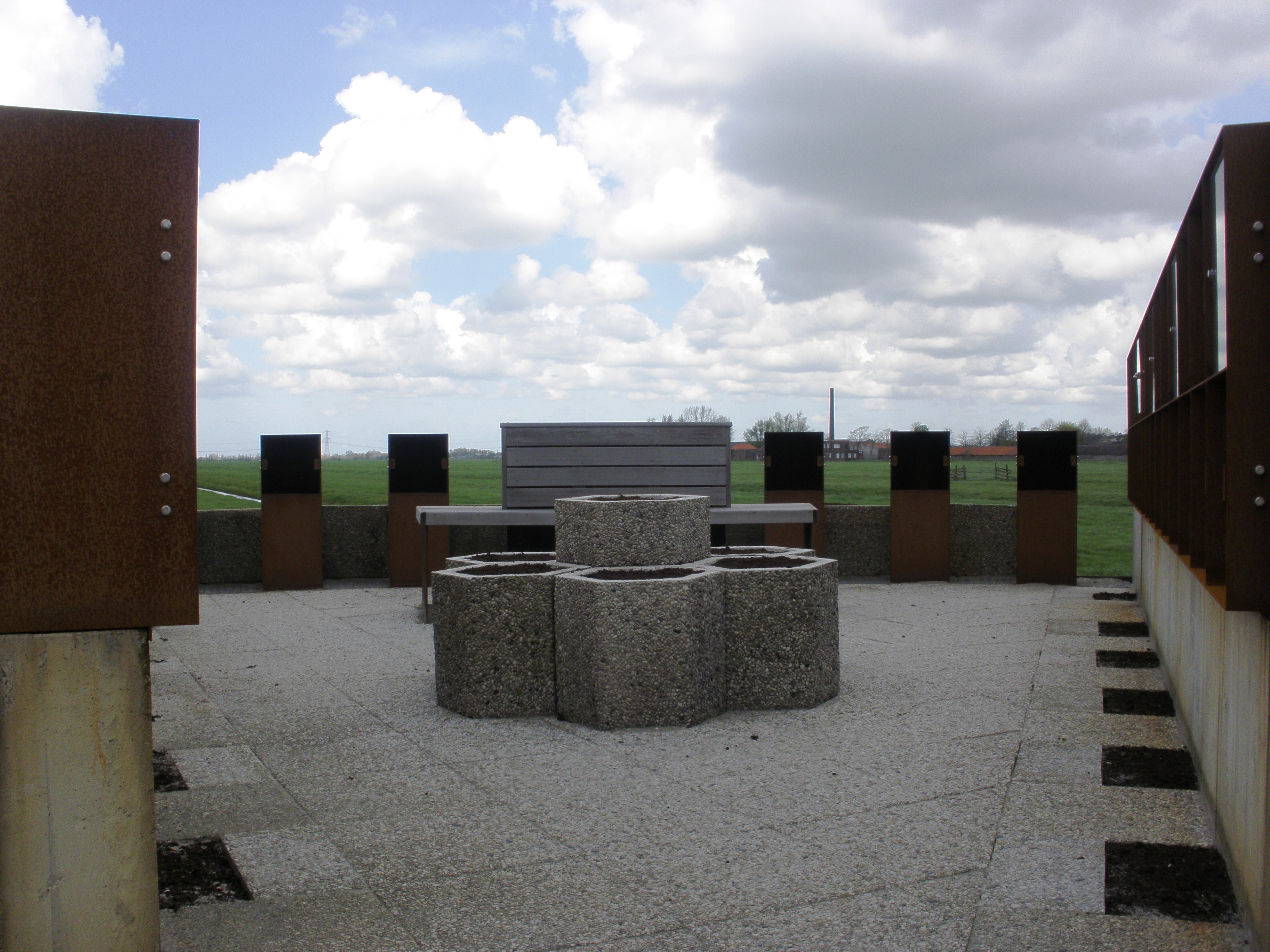
columbarium
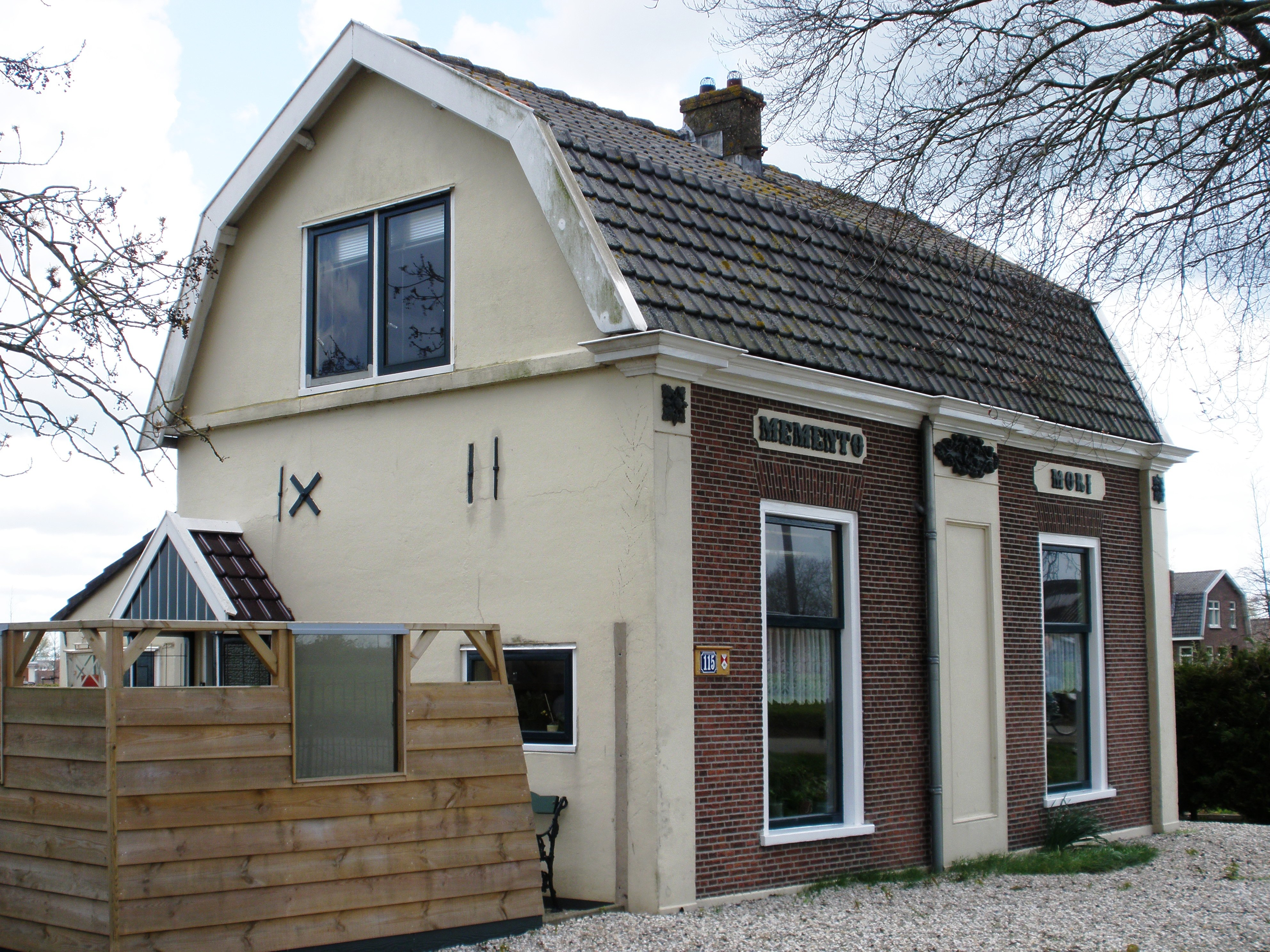
Grafdelverswoning